# Wezuperbrug
Wezuperbrug est un village situé dans la commune néerlandaise de Coevorden, dans la province de Drenthe. Le 1er janvier 2007, le village comptait 175 habitants.